# Aegus crassicrenatus
Aegus crassicrenatus es una especie de coleóptero de la familia Lucanidae.

## Distribución geográfica
Habita en Borneo.